# دوروثي جيلمان
دوروثي جيلمان (بالإنجليزية: Dorothy Gilman)‏ (25 يونيو 1923 في نيو برونزويك - 2 فبراير 2012 في نيويورك) كاتِبة، وروائية، وكاتبة للأطفال، وجاسوسة من الولايات المتحدة.

## الجوائز
- جائزة إدغار

## روابط خارجية
- دوروثي جيلمان على موقع IMDb (الإنجليزية)
- دوروثي جيلمان على موقع قاعدة بيانات الفيلم (الإنجليزية)